# Mégalure de Mathews
Cincloramphus mathewsi
Espèce
Statut de conservation UICN

 LC  : Préoccupation mineure
La Mégalure de Mathews (Cincloramphus mathewsi, anciennement Cincloramphus mathewsi) est une espèce de passereaux endémique de l'Australie.

## Taxonomie
Elle a été décrite par l'ornithologue anglais Tom Iredale en 1911. Elle a longtemps été placée dans le genre Cincloramphus avec la Mégalure brune, une autre espèce de passereaux endémique à l'Australie. Les travaux de Alström et al. (2011) ont montré que ces deux espèces étaient parentes de celles du genre Megalurus. Néanmoins, en 2018, à la suite de la réorganisation de l'ensemble de la famille des Locustellidae, le genre Cincloramphus est recréé par la classification de référence du Congrès ornithologique international (version 8.2, 2018) et l'espèce y est rattachée.

## Description

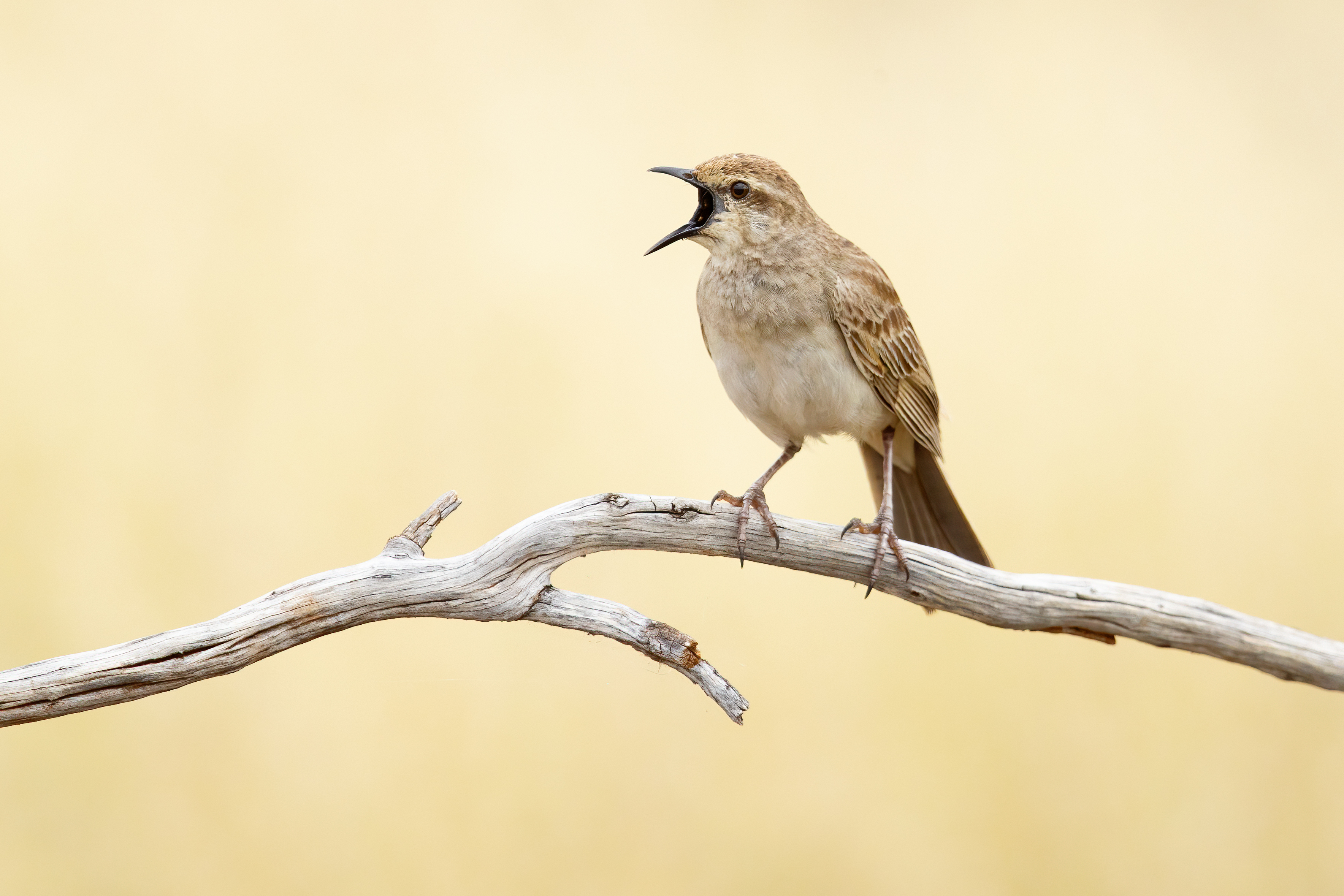
Une mégalure de Mathews en Centre-Ouest (Australie). Novembre 2021.

La Mégalure de Mathews est un passereau d'un brun moyen avec des sotes de stries sur ses plumes.  Encyclopedia Britannica le décrit comme "terne et rappelant vaguement une alouette". Il a une ligne sombre au niveau de l'œil, un sourcil et un dessous pâle, le dessus de la queue et la croupe sont roux. Un peu plus gros qu'un moineau domestique, le mâle mesure environ 19 cm de longueur et est plus grand que la femelle qui atteint seulement environ 16 cm.
Cette espèce est similaire à la Mégalure brune mais les mâles de cette espèce sont beaucoup plus grands que ceux de la Mégalure de Mathews. Les femelles de Mégalure brune  n'ont pas non plus de croupion roux.

## Distribution et habitat
La Mégalure de Mathews est commune dans toute l'Australie continentale, mais elle est rare sur l'île de Tasmanie. C. mathewsi est le plus souvent trouvée en Nouvelle-Galles du Sud, au Queensland et en Australie-Occidentale. Chaque année, elle passe les mois les plus froids dans le nord et migre vers le sud au cours de l'été pour se reproduire, et de cette manière, elle est généralement vosible que dans les mois les plus chauds.

## Comportement
La Mégalure de Mathews chasse près du sol les insectes et autres petits arthropodes dont il se nourrit. L'oiseau peut vivre dans les prairies, les forêts herbeuses ouvertes, les zones agricoles, et la mulga. Vivant dans des zones peuplées par les humains, elle finit parfois par se faire tuer sur la route.
En dehors de la période de reproduction, elle vit en petites bandes de jusqu'à deux douzaines d'individus. Pendant la saison de reproduction, le mâle lance presque continuellement son chant vivant et caractéristique. Il pépie et courbe le dos, tandis qu'il parade lentement entre les branches des arbres.

## Reproduction
Sans l'aide du mâle, la femelle construit un nid profond de l'abri dans l'herbe au milieu de la végétation basse. Elle couve également les œufs et élève les oisillons seule.